# Distoleon ornatus
Distoleon ornatus är en insektsart som först beskrevs av James George Needham 1913.  Distoleon ornatus ingår i släktet Distoleon och familjen myrlejonsländor. Inga underarter finns listade i Catalogue of Life.